# Oliarus pahangensis
Oliarus pahangensis är en insektsart som beskrevs av Van Stalle 1991. Oliarus pahangensis ingår i släktet Oliarus och familjen kilstritar. Inga underarter finns listade i Catalogue of Life.